# Corylopsis multiflora
Corylopsis multiflora là một loài thực vật có hoa trong họ Hamamelidaceae. Loài này được Hance miêu tả khoa học đầu tiên năm 1861.